# فلورويوراسيل
فلورويوراسيل أو 5-فلورويوراسيل أو 5-FU هو دواء يستخدم في علاج السرطان ضمن العلاج الكيميائي.